# Real Private Server
Pour les articles homonymes, voir RPS.
Le Real Private Server (ou serveur privé réel) est un type de serveur informatique lancé en janvier 2008, et arrêté en juin 2013  par l'hébergeur français OVH et dont la particularité est l'absence de disque dur local, celui-ci étant remplacé par un accès iSCSI ou NFS sur un réseau de stockage SAN. Il constitue avec les VPS une offre d'hébergements dédiés premier prix.